# Parathyma bignaya
Parathyma bignaya är en fjärilsart som beskrevs av Hans Fruhstorfer 1906. Parathyma bignaya ingår i släktet Parathyma och familjen praktfjärilar. Inga underarter finns listade i Catalogue of Life.